# Sigmund Romberg
Sigmund Romberg (eredeti nevén Rosenberg Zsigmond) (Nagykanizsa, 1887. július 29. – New York, 1951. november 9.) magyar származású zeneszerző volt, operettjei tették ismertté. 1970-ben az elsők között iktatták be a Songwriters Hall of Fame-be.

## Életrajz
Zene- és műkedvelő zsidó családba született Rosenberg Zsigmond néven a dualizmus-kori Magyarországon, Nagykanizsán. Gyermekkorában hegedülni és zongorázni tanult, ám szülei végül mégis reáliskolába íratták be. Zenei tehetségére énektanára figyelt fel. Később Bécsben mérnöknek tanult, de zeneszerzés és összhangzattan órákat is vett ott töltött évei alatt. Barátja volt Kálmán Imrének és Lehár Ferencnek. 1909-ben kivándorolt az Egyesült Államokba. Egy ceruzagyárban kapott munkát, majd kávéházakban kezdett zongorázni. Kávéházi évei alatt kezdett komponálni, kezdetben csupán önmaga szórakoztatására. Megalapította saját zenekarát és kiadta néhány dalát nyomtatásban, amelyek bár nem igazán voltak sikeresek, végül a Shubert fivérek felkérték első musicalének megírására. A The Whirl of the World című revüt 1914-ben mutatták be a Broadway-n.
Romberg korai munkái közül fontos megemlíteni a Blossom Time című darabot, amely Franz Schubert életéről szól, és nagy sikerrel játszották. További operettjei: The Student Prince (1924), The Desert Song (1926) és The New Moon (1928). Műveire erősen hatottak Lehár bécsi munkái. Rosalie című musicaljét George Gershwinnel közösen szerezte. Kései munkái, mint az Up in Central Park (1945) már közelebb állnak az amerikai musical-hagyományokhoz, de kevésbé voltak sikeresek. Romberg emellett számos filmzenét is szerzett.
A Columbia Records felkérte Romberget, hogy vezényelje le műveinek nagyzenekari hangszerelését felvételre. A kiadó 1945 és 1950 között jelentette meg a Romberg-lemezsorozatot.
Romberg kétszer nősült. Először 1908-ban, ekkor Dorothy Donnelly szövegíró-színésznőt vette el. Házasságuk 1923-ig tartott. Második felesége Lillian Harris.
Romberg 64 évesen, 1951-ben hunyt el New York Cityben, a hartsdale-i Ferncliff temetőben temették el.

## Média
Az 1954-es, Stanley Donen által rendezett Deep in My Heart című film Romberg életéről szól, akit José Ferrer alakított.
The New Moon című operettjéből két ízben is készült filmadaptáció. Az 1930-as változatban Lawrence Tibbett és Grace Moore, az 1940-esben Jeanette MacDonald és Nelson Eddy szerepelnek.
A Softly, as in a Morning Sunrise és a Lover, Come Back to Me című dalok a The New Moonból jazz-sztenderdeknek számítanak; előbbit rengetegen feldolgozták, míg utóbbi főleg Billie Holiday előadásában vált ismertté.

## Munkássága

### Broadway
| Cím                      | Formátum                    | Szövegkönyv szerzője                                                       | Bemutató ideje       |
| The Whirl of the World   | Revü                        | Harold Atteridge (1886–1938)                                               | 1914. január 10.     |
| The Passing Show of 1914 | Revü                        | Harold Atteridge                                                           | 1914. június 1.      |
| Dancing Around           | Revü                        | Harold Atteridge                                                           | 1914. október 10.    |
| Maid in America          | Revü                        | Harold Atteridge                                                           | 1915. február 18.    |
| Hands Up                 | Musical                     | Edgar Smith                                                                | 1915. július 22.     |
| The Blue Paradise        | Musical                     | Edgar Smith                                                                | 1915. augusztus 5.   |
| A World of Pleasure      | Musical                     | Harold Atteridge                                                           | 1915. október 14.    |
| Ruggles of Red Gap       | Komédia 4 felvonásban       | Harrison Garfield Rhodes                                                   | 1915. december 15.   |
| Robinson Crusoe, Jr.     | Zenés bohózat 2 felvonásban | Harold Atteridge és Edgar Smith                                            | 1916. február 17.    |
| The Passing Show of 1916 | Revü                        | Harold Atteridge                                                           | 1916. június 22.     |
| The Girl from Brazil     | Operett                     | Edgar Smith                                                                | 1916. augusztus 30.  |
| The Show of Wonders      | Revü                        | Harold Atteridge                                                           | 1916. október 26.    |
| Follow Me                | Musical                     | Felix Dörmann (1870–1928) és Leo Ascher (1880–1942)                        | 1916. november 29.   |
| Her Soldier Boy          | Operett                     | Rida Johnson Young (1869–1926)                                             | 1916. december 6.    |
| The Passing Show of 1917 | Revü                        | Harold Atteridge                                                           | 1917. április 26.    |
| My Lady's Glove          | Operett                     | Edgar Smith és Edward A. Paulton                                           | 1917. június 18.     |
| Maytime                  | Operett 4 felvonásban       | Rida Johnson Young és Cyrus Wood (1889–1942)                               | 1917. augusztus 16.  |
| Doing Our Bit            | Revü                        | Harold Atteridge                                                           | 1917. október 18.    |
| Over the Top             | Revü                        | Sigmund Romberg és Philip Bartholomae                                      | 1917. november 28.   |
| Sinbad                   | Musical két felvonásban     | Harold Atteridge                                                           | 1918. február 14.    |
| The Passing Show of 1918 | Revü                        | Harold Atteridge                                                           | 1918. július 25.     |
| The Melting of Molly     | Musical                     | Edgar Smith                                                                | 1918. december 30.   |
| Monte Cristo, Jr.        | Zenés bohózat               | Harold Atteridge                                                           | 1919. február 12.    |
| The Magic Melody         | Musical                     | Frederic Arnold Kummer (1873–1943)                                         | 1919. november 11.   |
| Poor Little Ritz Girl    | Musical                     | Lew M. Fields (1867–1941) és George Campbell                               | 1920. július 28.     |
| Pagans                   | Tragédia 3 felvonásban      | Charles Anthony                                                            | 1921. január 4.      |
| Love Birds               | Musical                     | Edgar Allan Woolf (1889–1948) és Ballard MacDonald (1882–1935)             | 1921. március 15.    |
| Blossom Time             | Musical 3 felvonásban       | Dorothy Donnelly (1880–1928)                                               | 1921. szeptember 29. |
| Bombo                    | Revü                        | Harold Atteridge                                                           | 1921. október 6.     |
| The Blushing Bride       | Musical                     | Cyrus Wood                                                                 | 1922. június 10.     |
| The Rose of Stamboul     | Operett                     | Harold Atteridge                                                           | 1922. március 7.     |
| Springtime of Youth      | Musical                     | Matthew C. Woodward és Cyrus Wood                                          | 1922. október 26.    |
| The Passing Show of 1923 | Revü                        | Harold Atteridge                                                           | 1923. június 14.     |
| Innocent Eyes            | Musical, revü               | Harold Atteridge                                                           | 1924. május 20.      |
| Marjorie                 | Musical                     | Fred Thompson (1884–1949), Clifford Grey (1887–1941) és Harold Atteridge   | 1924. augusztus 11.  |
| The Passing Show of 1924 | Revü                        | Harold Atteridge                                                           | 1924. szeptember 3.  |
| Artists and Models       | Revü                        | Harry Wagstaff Gribble (1896–1981)                                         | 1924. október 15.    |
| The Student Prince       | Operett                     | Dorothy Donnelly                                                           | 1924. december 2.    |
| Louis the 14th           | Musical                     | Arthur Wimperis (1874–1953)                                                | 1925. március 3.     |
| Princess Flavia          | Musical                     | Harry B. Smith (1860–1936)                                                 | 1925. november 2.    |
| The Desert Song          | Operett                     | Otto Harbach (1873–1963), Oscar Hammerstein II és Frank Mandel (1884–1958) | 1926. november 30.   |
| Cherry Blossoms          | Musical                     | Harry B. Smith                                                             | 1927. március 28.    |
| My Maryland              | Musical 3 felvonásban       | Dorothy Donnelly                                                           | 1927. szeptember 12. |
| My Princess              | Operett                     | Dorothy Donnelly                                                           | 1927. október 6.     |
| The Love Call            | Musical                     | Edward Locke (1869–1945)                                                   | 1927. október 24.    |
| Rosalie                  | Musical két felvonásban     | William Anthony McGuire (1881–1940) és Guy Bolton (1884–1979)              | 1928. január 10.     |
| The New Moon             | Musical                     | Oscar Hammerstein II, Frank Mandel és Laurence Schwab                      | 1928. szeptember 19. |
| Nina Rosa                | Musical                     | Otto Harbach                                                               | 1930. szeptember 20. |
| East Wind                | Musical                     | Oscar Hammerstein II és Frank Mandel                                       | 1931. október 27.    |
| Melody                   | Musical                     | Edward Childs Carpenter (1872–1950)                                        | 1933. február 14.    |
| May Wine                 | Musical                     | Frank Mandel                                                               | 1935. december 5.    |
| Forbidden Melody         | Musical                     | Otto Harbach                                                               | 1936. november 2.    |
| Sunny River              | Musical két felvonásban     | Oscar Hammerstein II                                                       | 1941. december 5.    |
| Up in Central Park       | Musical két felvonásban     | Herbert Fields (1897–1958) és Dorothy Fields (1905–1974)                   | 1945. január 27.     |
| My Romance               | Musical                     | Rowland Leigh (1903–1963)                                                  | 1948. október 19.    |
| The Girl in Pink Tights  | Musical                     | Jerome Chodorov (1911–2004) és Joseph A. Fields (1895–1966)                | 1954. március 5.     |

### Filmzenék
- 1929 The Desert Song
- 1930 The Girl of the Golden West
- 1930 Viennese Nights
- 1931 New Moon
- 1931 Children of Dreams
- 1932 A Mail Bride
- 1932 The Red Shadow
- 1935 The Night Is Young
- 1937 Maytime
- 1937 They Gave Him a Gun
- 1937 The Girl of the Golden West
- 1939 Let Freedom Ring
- 1939 Broadway Serenade
- 1940 New Moon
- 1943 The Desert Song
- 1948 Up in Central Park
- 1951 The Two Mouseketeers
- 1953 The Desert Song
- 1954 The Student Prince
- 1954 Deep in My Heart
- 1955 The Desert Song
- 1989 „Great Performances“: The New Moon
- 1990 Mr. & Mrs. Bridge
- 1995 Some Enchanted Evening: Celebrating Oscar Hammerstein II

### Zenekari művek
- Leg of Mutton Onestep
- Some Smoke, Onestep
- 1921 "Blossom Time" nyitány
- 1926 "The Dessert Song" nyitány
- 1927 Your Land and my Land
- 1940 "The New Moon" nyitány
- 1940 "The Student Prince" nyitány